# 緬甸副雙邊魚
緬甸副雙邊魚為輻鰭魚綱鱸形目鱸亞目雙邊魚科的其中一個種，分布於亞洲緬甸Tenasserim流域，體長可達6.6公分，屬肉食性。